# یوهان گراف
یوهان گراف (انگلیسی: Johann Graf؛ زادهٔ ۱۹۴۶ (۷۸–۷۹ سال)) کارآفرین و سرمایه‌دار اهل اتریش است.